# Capsella
Capsella là chi thực vật có hoa trong họ Cải.